# Meroitisk skrift

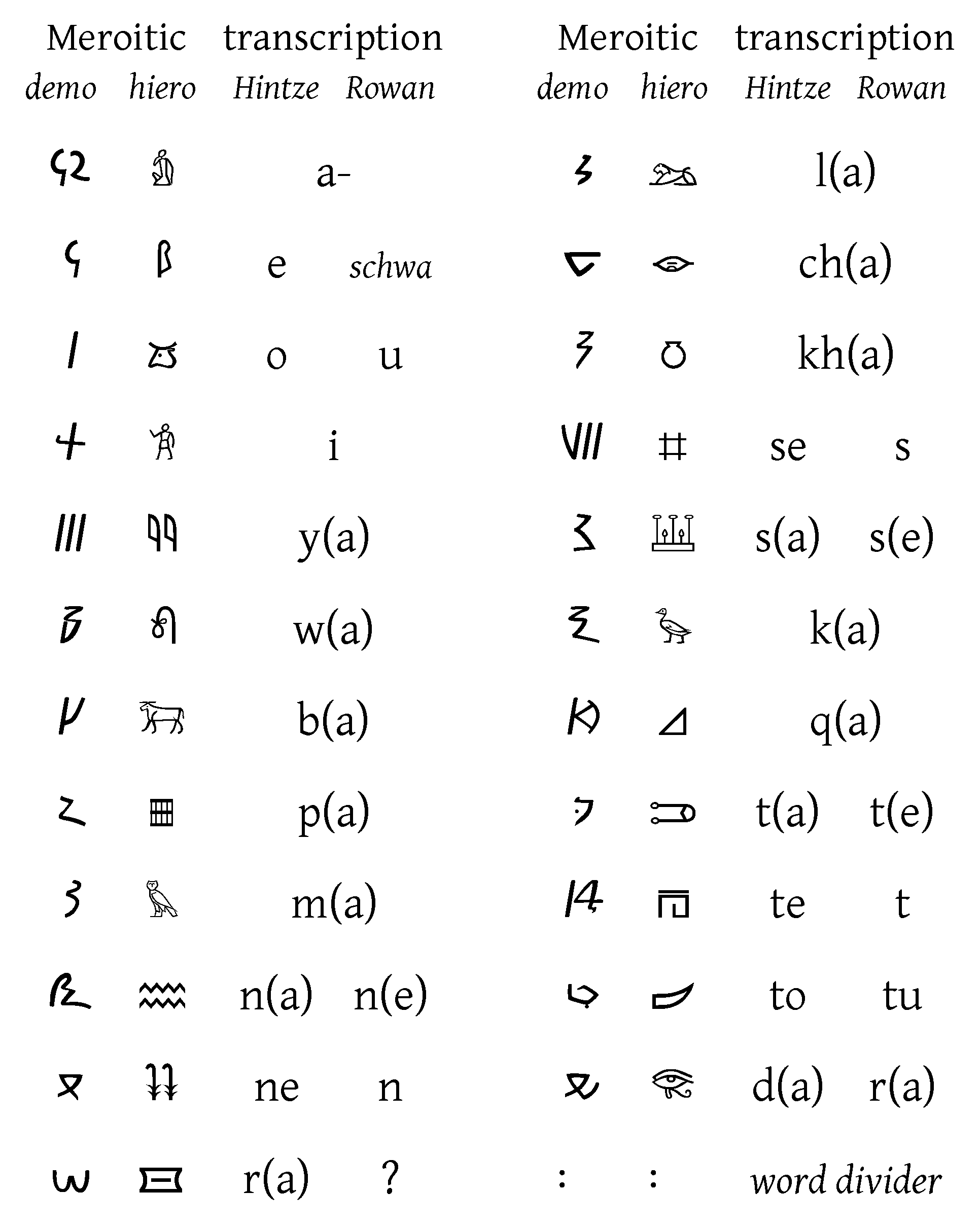
Meroitisk skrift, monumentalt och kursivt

Den meroitiska skriften är ett egyptiskt alfabet med ursprung i hieroglyferna och demotiskan. Skriftspråket användes för att skriva på meroitiska i det Meroëiska kungadömet omkring 200 f.Kr. — och även möjligen i nubiskan som användes i de efterföljande Nubiska kungadömena. Gammalnubiskan skrevs med hjälp av ett grekiskt uncialalfabet som utnyttjade tre av de gamla meroitiska glyferna.
Genom att det primärt var alfabetiskt fungerade den meroitiska skriften på en helt annat sätt än de egyptiska hieroglyferna. Vissa lärda, till exempel Harald Haarmann, tror att det grekiska alfabetet spelade en roll i dess utveckling, framförallt eftersom meroitiskan hade bokstäver för vokaler; men i övrigt fungerade inte skriften som grekiskan. 
Den meroitiska skriften var huvudsakligen alfabetisk, men att vokalen /a/ antogs såvida inte en annan vokal skrevs ut. En konsonant för sig självt indikerades av vokalen /e/ (schwa) som efterföljde symbolen. De två bokstäverna me representerade både stavelsen /me/ och konsonanten /m/ när den stod för sig själv, medan stavelsen ma skrevs med en bokstav och mi med två. Några andra stavelser hade speciella glyfer. Därför kan skriften på detta sätt kallas en 'delstavelseskrift', som enbart svagt påminner om de indiska abugidaalfabeten som uppstod vid samma tidpunkt. Flera stavelseändelsekonsonanter, såsom /n/ och /s/, utelämnades ofta. 
Det fanns sammanlagt 23 symboler. Av dessa var fyra vokaler: 
- a (enbart i inledningen av ord; annars antogs /a/ ), e (eller schwa), i, o (eller u);

omkring fjorton konsonanter, där vokalen /a/ antogs följa efter, ifall ingen annan indikerades:
- y(a), w(a), b(a), p(a), m(a), n(a), r(a), l(a), ch(a) (möjligen palatal, såsom i tyskans ich, eller uvular, såsom holländskans dag), kh(a) (velar, som i tyskans Bach), k(a), q(a), s(a) or sh(a), d(a);

och flera stavelser:  
- ne eller ny(a), se eller s(a), te, to, t(a) eller ti.

Det är oklart ifall se representerade en stavelse eller en konsonant /s/, till skillnad från s som /š/; därtill även ifall ne var en stavelse eller en konsonant /ñ/; och ifall t kan ha haft stavelseformen ti. Det har föreslagits att man använde stavelser istället för alfabetiska bokstäver eftersom vissa ljud kan ha tillkommit på grund av ett behov av meroitisk dialektal variation inom en enda skrift. 
Det fanns två grafiska former av det meroitiska alfabetet: en monumental lapidär som härstammade från de egyptiska hieroglyferna och en kursiv form som kan härledas från demotiskan. Flertalet av texterna är skrivna i kursiv stil. Till skillnad från egyptisk skrift fanns det en enkel en-till-en motsvarighet mellan de två formerna av meroitiska, med den skillnaden att en konsonant kombineras i en ligatur till ett efterföljande i i den kursiva formen. 
Man skrev från höger till vänster, uppifrån ner (kursivt); eller uppifrån ner i kolumner som går från höger till vänster (hieroglyfisk form). De monumentala tecknen pekade mot textens början, i likhet med de egyptiska hieroglyferna. 
Där fanns även ett tecken om tre horisontella eller vertikala punkter som användes för att dela ord eller fraser; detta var de enda skiljetecknen som användes. 
Ifall skriften verkligen användes av de nubiska kungadömena så torde den meroitiska skriften ha ersatts av det koptiska alfabetet i och med kristendomens introduktion till Nubien på 600-talet. 
Skriften dechiffrerades år 1909 av Francis Llewellyn Griffith, en brittisk egyptolog. Trots detta är språket ännu idag ej fullt förstått.